# DoDonPachi Dai Fukkatsu
DoDonPachi Dai Fukkatsu (首领蜂大?), in Occidente anche DoDonPachi Resurrection, è un videogioco sviluppato dalla Cave e pubblicato dalla AMI. Si tratta di uno sparatutto a scorrimento verticale di tipo manic shooter. Si tratta del quarto episodio della serie DonPachi sviluppata dalla Cave,, ed il quinto contando DoDonPachi II, sviluppato dalla società taiwanese IGS.
È stato pubblicato il 22 maggio 2008 per arcade, il 24 giugno 2008 in una versione 1.5 e nel gennaio 2010 nella versione Black Label. Nel 2010, il gioco è stato pubblicato per iOS, il sistema operativo sviluppato dalla Apple per i suoi dispositivi mobili, con il nome di DoDonPachi Revolution.
Do-Don-Pachi Dai Fukkatsu Black Label è stato pubblicato in Giappone per Xbox 360 nel febbraio 2011.